# Kenan Jusic
Kenan Jusic (* 10. Mai 2005 in Wien) ist ein österreichischer Fußballtorwart.

## Karriere

### Verein
Jusic begann seine Karriere beim FK Austria Wien. Bei der Austria durchlief er ab der Saison 2019/20 auch sämtliche Altersstufen in der Akademie. Zur Saison 2022/23 rückte er in den Kader der zweiten Mannschaft.
Im Februar 2023 debütierte er dann in der 2. Liga, als er am 17. Spieltag jener Saison gegen die Kapfenberger SV in der Startelf stand. Bis Saisonende kam er zu vier Zweitligaeinsätzen, mit den Young Violets stieg er aber aus der 2. Liga ab. In der Saison 2023/24 kam er anschließend zu 26 Einsätzen in der Regionalliga.
Zur Saison 2024/25 wurde Jusic auf Kooperationsbasis an den Zweitligisten SV Stripfing verliehen.

### Nationalmannschaft
Jusic spielte im Oktober 2019 erstmals für eine österreichische Jugendnationalauswahl. Im September 2021 debütierte er gegen Dänemark im U-17-Team. Bis April 2022 absolvierte er vier Partien. Im September 2022 gab er gegen Schweden sein Debüt für die U-18-Mannschaft.